# William Henry Preece
William Henry Preece (15 de febrero de 1834 - 6 de noviembre de 1913) fue un ingeniero eléctrico e inventor galés. Ligado al Servicio Postal británico durante la mayor parte de su carrera, puso las bases para la implantación de la telegrafía inalámbrica y de la telefonía en el Reino Unido.

## Biografía
Preece nació en Caernarfon (Gwynedd), Gales, Gran Bretaña. Fue educado en la King's College School y en el King's College de Londres. Estudió en la Royal Institution de Londres, siendo alumno de Michael Faraday. Posteriormente fue ingeniero consultor de la Oficina de Correos a partir de 1870, convirtiéndose en Ingeniero Jefe de la Oficina General de Correos del Reino Unido en 1892.
Como inventor, desarrolló varias mejoras en la señalización que aumentaron la seguridad ferroviaria. Preece y Oliver Joseph Lodge mantuvieron correspondencia durante este periodo. Tras la propuesta de Lodge de aplicar solenoides de carga a los cables submarinos, Preece no advirtió que la puesta a tierra extendería el alcance y la eficiencia de los cables.
Dejó su puesto en el Servicio de Correos en 1899, retirándose de la vida laboral.

## Telegrafía
En 1889, reunió a un grupo de hombres en Coniston Water, en el distrito de los Lagos de Cumberland, y logró transmitir y recibir señales de radio Morse a una distancia de aproximadamente 1,6 km a través del agua.
En 1885, Preece y Arthur West Heaviside (hermano de Oliver Heaviside) experimentaron con líneas de telégrafo paralelas y un receptor de teléfono no conectado, descubriendo la radio inducción (identificada más tarde con los efectos de la diafonía). También desarrolló un sistema de telegrafía y telefonía inalámbrica en 1892, implantando en Inglaterra un sistema telefónico similar al patentado por Alexander Graham Bell en los Estados Unidos en 1876.

## Radio
En 1897, coincidiendo con los experimentos de transmisión de ondas de radio desde Lavernock Point, en el sur de Gales, hasta la isla de Flatholm, realizados por Guillermo Marconi, se convirtió en uno de sus más ardientes partidarios, realizando varias gestiones para apoyar el trabajo del inventor italiano en el campo inalámbrico. Preece opinaba que el campo magnético terrestre era crítico en la propagación de las ondas de radio en largas distancias.
Sus ideas de corte tradicional sobre la electricidad le llevaron a mantener una larga rivalidad con Oliver Heaviside, quien se  refería burlonamente a estas ideas como la teoría del desagüe, debido a que Preece utilizaba una analogía entre la electricidad y el agua para sus experimentos mentales. Según se sabe, rechazó y nunca entendió los avances de James Clerk Maxwell en la física matemática, e insistió en que agregar inductancias a una línea telegráfica solo podía ser perjudicial, incluso cuando la teoría de Maxwell y los experimentos de Heaviside demostraron lo contrario.

Preece declaró una vez, manifestando una particular forma de enterder la ingeniería que años tarde asumiría como propia el inventor de la radio FM, el ingeniero estadounidense Edwin Armstrong, que:

La verdadera teoría no requiere el lenguaje abstracto de las matemáticas para quedar clara y para que sea aceptable [...] Todo lo que es sólido y sustancial en ciencia y útilmente aplicado en la práctica, se ha aclarado al relegar los símbolos matemáticos a su lugar de almacenamiento adecuado: el estudio (discurso inaugural de Preece como presidente de la Institución de Ingenieros Eléctricos en 1893)

## Reconocimientos
- Nombrado Sir,[1] Caballero Comendador de la Orden del Baño en 1899, con ocasión del cumpleaños de la reina Victoria.[4]
- Miembro de la Royal Society.
- Fue presidente de la Institution of Civil Engineers entre abril de 1898 y noviembre de 1899.[5]